# 邱仲麟
邱仲麟（1964年—），台湾宜兰人。台湾大学历史学研究所碩士、博士。曾任淡江大学历史学系講師及副教授等職，現任中央研究院历史語言研究所研究員。早期研究以明清北京史為主，之後擴展研究領域，長年關注明清社會史及醫療史相關課題。2006年獲中央研究院年輕學者研究著作獎。2018年獲科技部107年度傑出研究獎。2020年獲中央研究院「胡適研究紀念講座」。

## 經歷
邱仲麟於1991年8月任職私立淡江大學歷史學系兼任講師，後於1992年8月升至專任講師，於2000年2月升至專任副教授。後於2001年8月至中央研究院歷史語言研究所擔任助理研究員，2005年9月14日升為副研究員，2011年3月升為正式研究員 。同時，歷任中研院史語所傅斯年圖書館主任（2015.10-2016.10.12，2019.7.1-）、文化思想史研究室負責人等。
於2003年8月兼任暨南國際大學歷史學系教授（2013.8-）。2014年8月兼任國立清華大學歷史學研究所教授（2014.8-）。2019年8月兼任臺灣師範大學歷史學系教授（2019.8-）。此外，分別擔任過第五屆（2004.3-2006.3）及第八屆（2010.3-2012.3）明代學會秘書長，以及第九屆（2012.3-2014.3）明代學會理事長。
主持多項善本古籍出版計劃
2016年，《傅斯年圖書館藏未刊稿鈔本．子部》（共20冊，ISBN：9789860504736）。
2020年，與王汎森共同主編《傅斯年眉批題跋輯錄》（共4冊，ISBN：9789865432591）。
2021年，《傅斯年圖書館藏古籍珍本叢刊》（共30冊，ISBN：9786267002414）。該出版品收錄二十七種傅斯年圖書館藏善本古籍，以明人史部著作為主，為研究明代政治制度、社會經濟等重要材料。

## 爭議

### 博士學位論文抄襲爭議
2010年文化大學教授盧建榮出書《抄襲的知識社會學：民國以來史學界最大的集體舞弊疑雲》，指控邱仲麟的博士學位論文抄襲作家李敖的文章。據報導，李敖知道盧建榮將於新書中提出抄襲質疑，但他不知道後續發展，亦無提告等打算。
2013年，邱仲麟提告盧建榮妨害名譽。一審時，台北地方法院認定盧建榮言論，構成公然侮辱罪，判處拘役四十五日，得易科罰金。盧建榮不服，上訴二審。2013年1月3日，經臺灣高等法院民事判決盧建榮無罪。該案事涉學位論文抄襲糾紛，指抄襲案雖不成立，但報告中指出盧建榮提出證據證明邱仲麟抄襲論文，可由學界公評。

## 外部連結
- 高等法院判決書
- 翰蘆圖書出版有限公司-- 司法亂政，自由已死
- 抄襲疑雲 李敖說分明 （页面存档备份，存于）